# Camila Rodríguez Triana
Camila Rodríguez Triana (Cali, 20 de febrer de 1985) és una cineasta colombiana.

## Biografia
Rodríguez va néixer a la ciutat de Cali. L'any 2008 es va graduar en la Facultat d'Arts Integrades de la Universitat del Valle. Tres anys després va estrenar un migmetratge titulat Retratos de ausencia, el qual va ser exhibit en el Festival de Cinema Visions du Réel a Suïssa, a més de recórrer altres festivals al voltant del món. Els seus següents curtmetratges també van participar en esdeveniments com en Festival Internacional du Cinema des Peuples i el Festival Internacional del Nou Cinema Llatinoamericà de l'Havana, entre d'altres.
En 2016 va estrenar el seu primer llargmetratge, titulat Atentamente, el qual va veure la seva estrena al Festival Internacional de Cinema de Marsella. Dos anys després va estrenar Interior, el seu segon llargmetratge. Aquesta producció colombofrancesa va guanyar en la categoria de millor pel·lícula al Festival de Cinema de Lima el mateix any de la seva estrena, a més d'obtenir una nominació per al premi Doc Alliance en l'esdeveniment Doclisboa. En 2019 dirigió su tercer largometraje, En cenizas.

## Filmografia destacada

### Com a directora
- 2011 - Retratos de ausencia
- 2016 - Atentamente
- 2018 - Interior
- 2019 - En cenizas